# Velo Veronese
Pour les articles homonymes, voir Véronèse (homonymie).
Velo Veronese est une commune de la province de Vérone en Vénétie (Italie).

## Administration
| Période                                  | Période  | Identité      | Étiquette    | Qualité |
| ---------------------------------------- | -------- | ------------- | ------------ | ------- |
| 14 juin 2004                             | En cours | Franco Peroni | Lista Civica |         |
| Les données manquantes sont à compléter. |          |               |              |         |

### Hameaux
Baltieri, Battisteri, Campe, Camposilvano, Comerlati, Carrà, Croce, Foi, Garzin di Sotto, Menotti, Pozze, Purga, Riva, Salaorno, Scrivazzi, Stauder, Taioli, Tecchie, Tezze di Sopra, Tezze di Sotto, Valle di Velo, Valle, Viaverde

### Communes limitrophes
Badia Calavena, Roverè Veronese, San Mauro di Saline, Selva di Progno